# Po drodze
Po drodze – polsko-węgierski film psychologiczny z 1979 roku w reżyserii Márty Mészáros.

## Obsada
- Delphine Seyrig – Barbara Horvath
- Szilvia Dallos –
  - Barbara Horvath (głos),
  - Teresa Maculewicz (głos)
- Jan Nowicki – Marek Maculewicz
- Sándor Szakácsi – Marek Maculewicz (głos)
- Beata Tyszkiewicz – Teresa Maculewicz
- Halina Winiarska – Wanda Sierańska
- Wanda Neumann – Magda Sierańska
- Éva Tímár – Edit
- Piotr Skrzynecki – Piotr
- Teresa Budzisz-Krzyżanowska – aktorka występująca w przedstawieniu „Biesów”
- Zofia Niwińska – Aktorka występująca w przedstawieniu „Biesów”
- Jerzy Radziwiłowicz – Aktor uczestniczący w próbach „Idioty”
- Jerzy Stuhr – Aktor występujący w przedstawieniu „Biesów”
- Stefan Szramel – Aktor występujący w przedstawieniu „Biesów”
- Jakub Witowski – wuj Barbary umierający na weselu Magdy
- Dżoko Rosić – Miklos Horvath
- Gyula Benkő – Miklos Horvath (głos)
- Krzysztof Litwin – on sam

Źródło: 